# Martin Gilbert de Spaignart

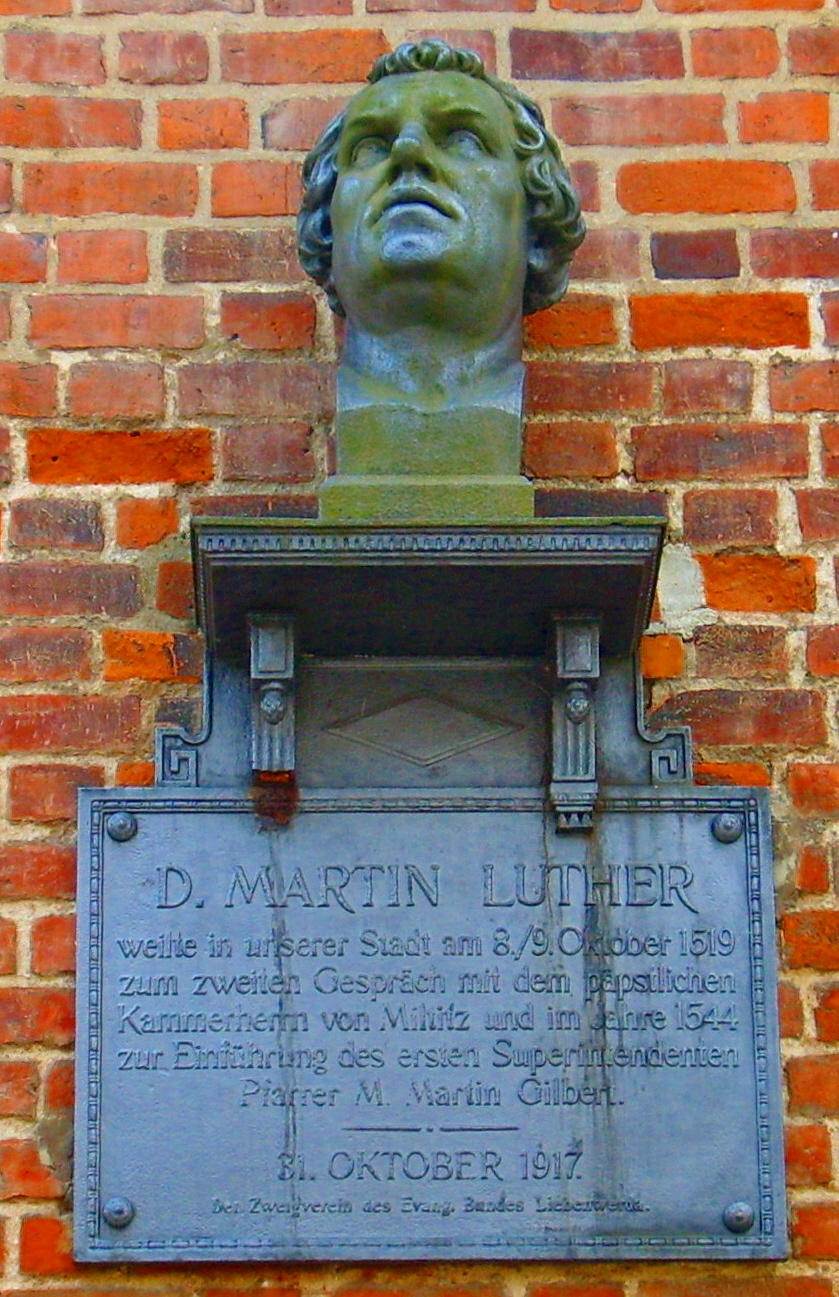
Erwähnung Martin Gilbert de Spaignarts an der St.-Nikolai-Kirche in Bad Liebenwerda mit Bezug zu Martin Luther.

Martin Gilbert de Spaignart (* 1504 in Mons; † 16. April 1572 in Liebenwerda) war der erste Superintendent in Liebenwerda sowie Schulmeister in Luckau und Pfarrer in Marienberg.

## Leben
Martin Gilbert de Spaignart muss 1504 geboren sein. Seine Eltern waren der Rittmeister Hans Gilbert de Spaignart († 1529 bei der ersten Wiener Türkenbelagerung) und dessen Ehefrau Maria von Guillod. Über seine Kindheit ist nichts bekannt. Die Familie wird als hennegauischer Adel beschrieben.
Gilbert de Spaignart kam im Jahre 1528 mit seiner Mutter nach Wittenberg und studierte ab dem 30. Dezember 1528 an der Universität Wittenberg Theologie (Matrikelnummer 386). Die Familie gehörte zu den Familien, die aus den spanischen Niederlanden geflohen waren. Sein Studium beendete er 1535 mit dem Magistergrad und diente schon vor dem 29. Juni 1539 als Schulmeister (Rektor) in der Lateinschule Luckau. Martin Luther empfahl ihn 1541 bereits für eine Pfarrstelle im Gebiet um Braunschweig, welche er allerdings ablehnte, da er sich nicht wohl fühlte, plattdeutsch zu predigen, und Sachsen als neue Heimat ansah.
Am 12. April 1542 wurde er in Wittenberg von Magister Sebastian Fröschel ordiniert (sein Zeugnis wurde vermutlich von Philipp Melanchthon verfasst und von Fröschel sowie von Martin Luther selbst, in Vertretung für Johannes Bugenhagen, unterzeichnet) und zum Pfarrer/Archdiakon von Marienberg ernannt.
In Marienberg löste Martin Gilbert de Spaignart im April 1544 einen Lehrstreit mit den dortigen geistlichen Gelehrten aus. Es ging um Jesus göttliche und menschliche Natur, welche für Gilbert bei seinem Tode beide verstarben. Allerdings stehen solche Aussagen in Vermutung, übertrieben gewesen zu sein. Die dortigen Geistlichen reichten eine Klage gegen Gilbert in Wittenberg ein und dieser musste sich an der Fakultät Leipzig vor den Gelehrten verteidigen (auf Wunsch Melanchthons) sowie nach Wittenberg anreisen, um vor Luther, Melanchthon und Caspar Cruciger seine Christologie zu rechtfertigen. Diese waren mit den Antworten Gilberts sehr zufrieden. Seinen Aufenthalt in Wittenberg kann man vom 17. Dezember 1544 bis zur Mitte der nächsten Woche (ungefähr 20. Dezember) datieren.
Martin Luther und Philipp Melanchthon verfassten demnach zusammen mit Bugenhagen, Cruciger und Georg Major am 14. Januar 1545 einen Brief an den Kurfürsten Johann Friedrich zu Sachsen und empfahlen Gilbert als Pfarrer zu Liebenwerda. Aus einem Brief von Philipp Melanchthon vom 15. März 1545 kann man schließen, dass Gilbert in dem ersten Quartal 1545 das Amt des Pfarrers in Liebenwerda annahm. Jedoch ist man sich nicht sicher, ob er direkt 1545 zum ersten Superintendenten daselbst ernannt wurde oder das Amt zehn Jahre später 1555 antrat. Die Kurstadt Bad Liebenwerda selbst gab das Datum der Einführung Gilberts als den 8. Oktober 1544 an. Diesen Titel führte er bis zu seinem Tod am 16. April 1572 in Liebenwerda. Nach seinem Tod folgte ihm als Superintendent Georg Lysthenius.

## Nachkommen
Gilbert de Spaignart heiratete Elisabeth Wittig († 11. März 1593 in Liebenwerda), eine Tochter des Matthäus Wittig (Hoforganist und Freund Luthers zu Torgau).
Unter ihren Kindern waren:
- Jakob Gilbert de Spaignart  (* um 1544 in Liebenwerda; † um 1608), später unter anderem Pfarrer in Beetzendorf und Oberpfarrer in Ermsleben
- Christoph Gilbert de Spaignart (* 1550 in Liebenwerda; † 7. Juli 1630 in Liebenwerda), später unter anderem Superintendent in Liebenwerda
- Samiel Gottfried Gilbert de Spaignart († nach 19 Tagen)

## Beziehung zu dem engen Kreis der Reformatoren

### Martin Luther
Martin Gilbert de Spaignart freundete sich bereits 1529 mit Martin Luther an, mit dem er später Briefverkehr hielt.
Ende November / Anfang Dezember 1541 habe Luther Martin Gilbert de Spaignart in einem nicht überlieferten Brief an Elisabeth von Braunschweig, als Prediger vorgeschlagen. Diese Information geht von einem am 7. Dezember 1541 verfassten Brief von Philipp Melanchthon an den Münchner Mediziner Burkhard Mithobius aus.
Am 24. Januar 1543 nennt ihn Luther in einem Brief seinen „theueresten Bruder im Herrn“, sowie „mein werthester“ und rät ihm, standhaft zu bleiben und dem Widerstand gegen ihn als Prediger in Marienberg nicht nachzugehen.
Am 18. Mai 1544 schrieb Luther an Gilbert de Spaignart wegen dessen Lehrstreit in Marienberg. Luther meinte, seine Worte (aus einem nicht mehr erhaltenen Brief Gilbert de Spaignarts) seien rechtens, aber er gab ihm den Hinweis, mehr auf die Bibel zu verweisen.

#### Martin Luthers Trink- und Tischglas
Luther schenkte Gilbert de Spaignart eines seiner aus Glas gefertigten und geschliffenen Trinkgläser, welches noch nach 200 Jahren in der Familie Gilbert de Spaignart weitergegeben wurde. In diesem mit feinen weißen Linien verzierte Trinkglas befand sich ein Zettel des Magisters Emanuel Christian Gilbert de Spaignart aus dem Jahre 1732, auf welchem er die beiden Martins als Herzensfreunde beschrieb und die belgische Herkunft erwähnt.

### Philip Melanchthon
Melanchthon hielt, schon vor seiner Zeit in Marienberg, sehr viel von ihm und war dementsprechend enttäuscht davon, dass er 1544 zur Klage nach Wittenberg gerufen war. In einer anderen Quelle ist jedoch die Rede davon, dass Melanchthon die Fakultät Leipzig aufforderte, seine Lehre zu schützen, und so gegen Gilbert de Spaignart handelte und ihn auch als unruhigen Geist bezeichnete. Er war allerdings nach seinem Gespräch von Gilbert de Spaignarts Antworten überzeugt und hielt noch mehr von ihm. Er nannte Gilbert in den Briefen auch Gallus oder Belga wegen seiner Herkunft.
Am 15. März 1545 wünscht Melanchthon ihm viel Erfolg in der Pfarrstelle in Liebenwerda.

## Nachname
Martin wird in verschiedenen Orten unterschiedlich genannt. So wurde er in Marienberg als Martin Gilbert de Spaignart genannt, aber in Bad Liebenwerda und in Wittenberg wurde er nur Martin Gilbert oder Martinus Gilbertus genannt.
Auch seine Nachkommen verwenden zum Teil nur die Kurzform Gilbert ohne den hennegauischen Adelszunamen.